# Roman Haubenstock-Ramati
Roman Haubenstock-Ramati (født 17. februar 1919 i Kraków, Polen - død 3. marts 1994 i Wien, Østrig) var en polsk komponist, professor, lærer, direktør, leder, violinist, musikolog og filosof.
Haubenstock-Ramati studerede komposition og violin Kraków og lemberg (1934-1941) hos forskellige lærere. Han har skrevet 4 symfonier, orkesterværker, kammermusik, operaer, koncertmusik, strygekvartetter, sange, solostykker for mange instrumenter etc. Haubenstock-Ramati var ligeledes professor og lærer i komposition på Musikhøjskolen i Wien (1973-1994), og direktør for Statens Musikbibliotek i Tel Aviv (1950-1956). Han var også leder af Musik Afdelingen i Kraków Radio (1947-1950). Habenstock-Ramti aflagde mange gæsteforedrag i komposition bla. i byer som Stockholm, Darmstadt og Buenos Aires.

## Udvalgte værker
- Symfonierne af klang (1957) - for orkester
- Øvelses Symfoni (1957) - for bånd
- Symfoni K (1967) - for orkester
- Symfonier (1977) - for orkester
- Tableau I (1967) - for orkester
- Amerika (1962-1964) - opera
- Koncert (1975) - for strygeorkester
- Nouvoletta I, mobil (1992) - for fløjte, klaver, slagtøj og cello
- Nouvoletta II, mobil (1992) - for fløjte, klaver, slagtøj og cello
- Nouvoletta III, mobil (1992) - for fløjte, harpe, slagtøj og celeste (eller cembalo)
- Nouvoletta IV, mobil (1992) - for fløjte, slagtøj, cello og celesta (eller cembalo)
- Nouvoletta V, mobil (1992) - for fløjte, cello og slagtøj
- Nouvoletta VI, mobil (1992) - for fløjte, slagtøj og celesta (eller cembalo)
- Nouvoletta VII, mobil (1992) - for cello, slagtøj og celesta (eller cembalo)